# Heidi Voelker
Heidi Voelker (* 29. Oktober 1969 in Pittsfield, Massachusetts) ist eine ehemalige US-amerikanische Skirennläuferin.

## Biografie
Voelker wurde als jüngstes von vier Kindern einer skibegeisterten Familie geboren und wuchs in Pittsfield (Massachusetts) auf. Von 1985 bis 1997 gehörte sie der US-amerikanischen Skinationalmannschaft an. Erster internationaler Erfolg war 1987 ein zweiter Platz im Slalom bei den Juniorenweltmeisterschaften im schwedischen Sälen. Im Skiweltcup fuhr Voelker sechs Mal unter die besten Zehn. Im Januar 1994 gelang ihr bei Riesenslalom von Morzine mit Rang 3 die einzige Podestplatzierung ihrer Karriere.
Bei Olympischen Winterspielen und bei Weltmeisterschaften gehörte Voelker jeweils drei Mal dem US-Team an. Ihr bestes Resultat erreichte sie 1991 bei den Weltmeisterschaften in Saalbach-Hinterglemm mit Platz 8 im Slalom.
Voelker beendete ihre aktive Laufbahn im Frühjahr 1997 mit einem dritten Platz im Riesenslalom bei den nationalen Meisterschaften der USA. Heute lebt sie zusammen mit ihrem Mann und ihren beiden Söhnen in Park City und arbeitet als Botschafterin für das Skiresort Deer Valley.